# Weissenbach an der Triesting
Weissenbach an der Triesting ist eine Marktgemeinde mit 1682 Einwohnern (Stand 1. Jänner 2025) am Fluss Triesting im südlichen Wienerwald in Niederösterreich.

## Geografie

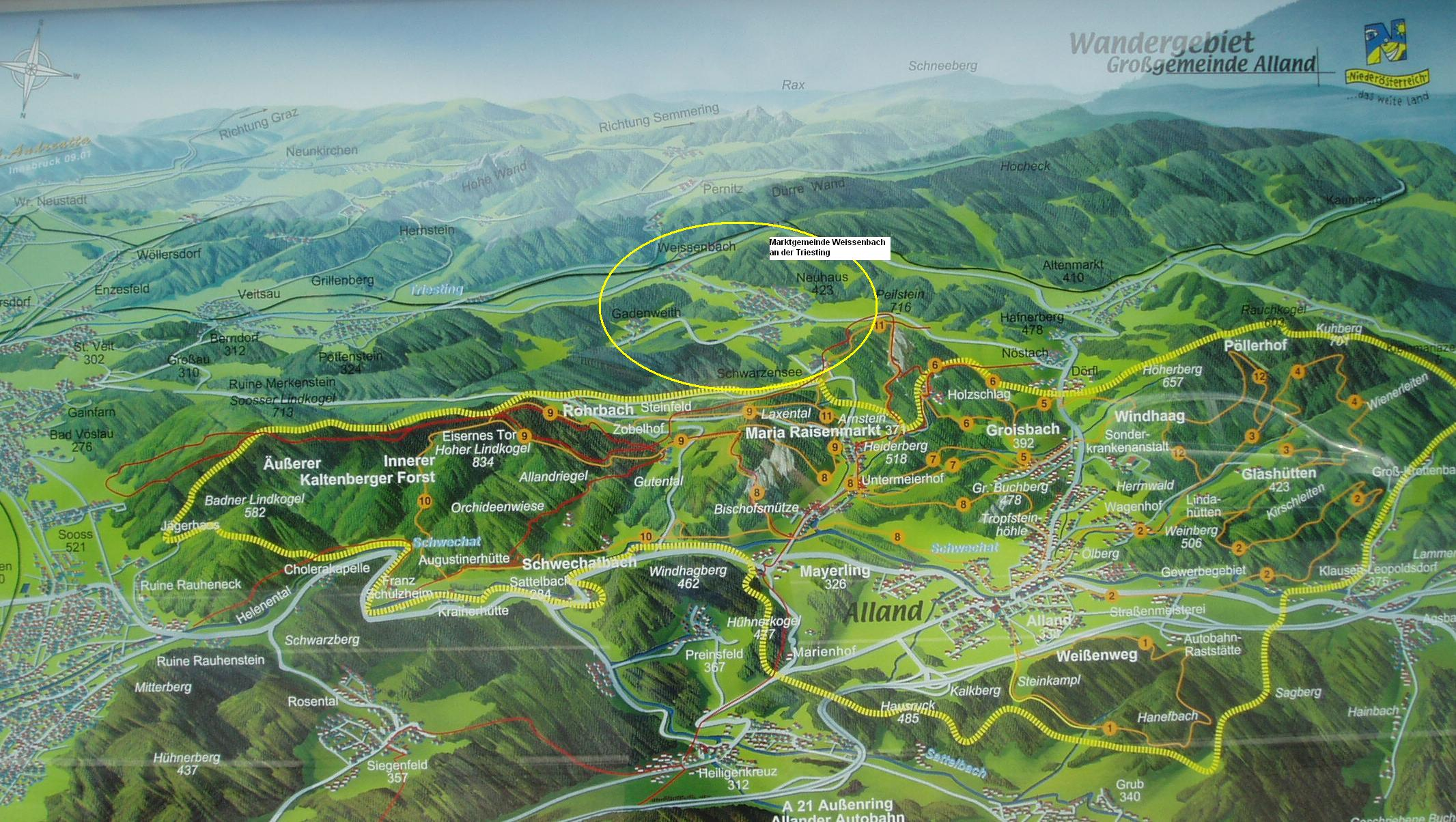
Wandergebiet Alland-Weissenbach

Einer der bekannten Berge in Weissenbach ist der Peilstein, wo es auch eine Kletterschule des Österreichischen Alpenvereins gibt.

### Gemeindegliederung
Das Gemeindegebiet umfasst folgende fünf Ortschaften (in Klammern Einwohnerzahl Stand 1. Jänner 2025):
- Gadenweith (53)
- Kienberg (16)
- Neuhaus (636)
- Schwarzensee (55)
- Weissenbach an der Triesting (922)

Die Gemeinde besteht aus den Katastralgemeinden Gadenweith (mit Kienberg), Neuhaus, Schwarzensee und Weißenbach an der Triesting. 

### Nachbargemeinden
| Altenmarkt | Alland                                      |            |
|            | Kompassrose, die auf Nachbargemeinden zeigt | Bad Vöslau |
| Furth      | Pottenstein                                 |            |

## Geschichte
Siehe auch: Geschichte des Wienerwalds
Als Erstes wird Schwarzensee mit dem Bau der Ägidiuskapelle im Jahr 1146 erwähnt. Aber auch Neuhaus wird bereits 1251 im Zusammenhang mit der dortigen Burg Neuhaus (Niwenhaus) genannt.
Entlang der Triesting entstehen bereits im Mittelalter Mühlen und Schmieden. Die erste urkundlich erwähnte Mühle wird von Conrad von Arberg 1360 gebaut.
In der ersten Hälfte des 19. Jahrhunderts kommt es wegen der reichlich vorhandenen Wasserkraft zu einer Welle von Industriegründungen, die durch den Bau der Leobersdorfer Bahn (oder auch Südwestbahn) im Fin de Siècle noch verstärkt wird. So baut z. B. die auf Nähzubehör spezialisierte Firma Prym 1888 ein Walzwerk für Stricknadeln.
1870 begann Adolph Freiherr von Pittel in Weissenbach mit der Produktion von Romanzement und der Erzeugung von „Betonwaaren“ und Kunststeinprodukten. Er gilt als einer der Pioniere der österreichischen Zement- und Betonindustrie. Gemeinsam mit seinem Freund Viktor Brausewetter gründete er ebenfalls 1870 die heute noch bestehende Baufirma Pittel+Brausewetter.
Freiherr von Pittel war ein sozial denkender Unternehmer, dem die Zukunft von Weissenbach ein besonderes Anliegen darstellte. Auf sein Engagement geht der Bau der Leobersdorfer Bahn durch das Triestingtal zurück. Er erkannte auch frühzeitig das Potenzial von Weissenbach als Sommerfrische und investierte großzügig in den Ausbau der Gemeinde. Eine erste elektrische Straßenbeleuchtung, großzügige Parkanlagen, Gastronomie- und Hotelbetriebe sowie der Bau der neogotischen Herz-Jesu-Kirche gehen auf seine Initiative zurück. Weissenbach besaß bereits vor 1886 ein Freibad aus Stampfbeton (Badpark) und wurde in zeitgenössischen Reiseführern zu Recht als „Perle des Triestingtales“ gepriesen. Man schätzte die Schönheiten der landschaftlichen Umgebung und die Nähe zu Wien. Erst ab 1895 folgte Simon von Wimpffen dem Beispiel Pittels und errichtete im heutigen Ortsteil Neuhaus bis 1913 noch großartigere Hotel- und Sommerfrischevillenanlagen. Weissenbach war zu dieser Zeit beliebter Treffpunkt von damals bedeutenden Künstlern: Der Librettist und Direktor des Theaters an der Wien, Camillo Walzel errichtete in Weissenbach seine Sommervilla (Zellgasse). Die Maler Franz Lefler und Heinrich Lefler sowie der Architekt Joseph Urban, der später in den USA reüssierte, waren gern gesehene Sommergäste in Weissenbach. Franz Lefler gestaltete die Fresken in neomanieristischen Stil am sogenannten „Triestingheim“, damals ein mondänes Hotel. (Heute beherbergt es die Volks- und Sonderschule.) Gemeinsam gestalteten die Künstler Sommerfeste und inszenierten Freilichttheater- und – für die Zeit revolutionär – Kindertheateraufführungen in Weissenbach. Einer der zu dieser Zeit meistbeschäftigten Architekten Wiens, Ludwig Schöne, konnte ab 1888 für den Entwurf der bereits erwähnten, 1893 eingeweihten Kirche gewonnen werden. Derselbe Architekt zeichnet für den 1895 errichteten, schön gelegenen Arkadenfriedhof oberhalb der Ortschaft verantwortlich. Dieser kulturellen Blütezeit von Weissenbach hat die österreichische Autorin, Jeannie Ebner, die ihre Jugend in Weissenbach verbrachte, in ihren Romanen ein literarisches Denkmal gesetzt. Ein ähnlicher literarischer Verweis auf die einstige Grandezza von Neuhaus als „Perle des Wienerwaldes“ findet sich in Thomas Bernhards Heldenplatz, in dem es heißt: „Neuhaus ist ja viel schöner als Baden“, und: „Als Kinder haben wir im Salettl in Neuhaus Theater gespielt, richtiges Theater.“
1894 wurde Theodor Eduard Suess, der Erfinder des Linz-Donawitz-Verfahrens in Weissenbach geboren. Er war der Sohn von Franz Eduard Suess, der, wie sein noch berühmterer Vater Eduard Suess, die Sommerfrische in Weissenbach verbrachte.
Der Maschinen und Anlagenbauer Starlinger – der auch wesentlich die Entwicklung von Neuhaus geprägt hat – spezialisiert auf Textilmaschinen, Gummispritzgußanlagen und Recyclingtechnik, betreibt zwei Werke mit rund 350 Beschäftigten in Weissenbach und ist wichtiger Arbeitgeber im sonst land- und forstwirtschaftlich geprägten Wienerwald.
Am 16. April 1945 wurden 40 ungarisch-jüdische Zwangsarbeiter zu Aufräumarbeiten nach einem Hochwasser eingesetzt und danach von SS-Männern im Steinbruch bei Taßhof erschossen.

### Einwohnerentwicklung

Weissenbach an der Triesting (oben rechts) und Umgebung um 1872 (Aufnahmeblatt der Landesaufnahme)

| Weissenbach an der Triesting: Einwohnerzahlen von 1869 bis 2025 | Weissenbach an der Triesting: Einwohnerzahlen von 1869 bis 2025 | Weissenbach an der Triesting: Einwohnerzahlen von 1869 bis 2025 | Weissenbach an der Triesting: Einwohnerzahlen von 1869 bis 2025 | Weissenbach an der Triesting: Einwohnerzahlen von 1869 bis 2025 |
| --------------------------------------------------------------- | --------------------------------------------------------------- | --------------------------------------------------------------- | --------------------------------------------------------------- | --------------------------------------------------------------- |
| Jahr                                                            |                                                                 |                                                                 |                                                                 | Einwohner                                                       |
| 1869                                                            | 1869                                                            |                                                                 | 1.176                                                           | 1.176                                                           |
| 1880                                                            | 1880                                                            |                                                                 | 1.190                                                           | 1.190                                                           |
| 1890                                                            | 1890                                                            |                                                                 | 1.294                                                           | 1.294                                                           |
| 1900                                                            | 1900                                                            |                                                                 | 1.591                                                           | 1.591                                                           |
| 1910                                                            | 1910                                                            |                                                                 | 2.022                                                           | 2.022                                                           |
| 1923                                                            | 1923                                                            |                                                                 | 2.080                                                           | 2.080                                                           |
| 1934                                                            | 1934                                                            |                                                                 | 1.886                                                           | 1.886                                                           |
| 1939                                                            | 1939                                                            |                                                                 | 1.912                                                           | 1.912                                                           |
| 1951                                                            | 1951                                                            |                                                                 | 1.795                                                           | 1.795                                                           |
| 1961                                                            | 1961                                                            |                                                                 | 1.638                                                           | 1.638                                                           |
| 1971                                                            | 1971                                                            |                                                                 | 1.664                                                           | 1.664                                                           |
| 1981                                                            | 1981                                                            |                                                                 | 1.446                                                           | 1.446                                                           |
| 1991                                                            | 1991                                                            |                                                                 | 1.904                                                           | 1.904                                                           |
| 2001                                                            | 2001                                                            |                                                                 | 1.650                                                           | 1.650                                                           |
| 2011                                                            | 2011                                                            |                                                                 | 1.727                                                           | 1.727                                                           |
| 2021                                                            | 2021                                                            |                                                                 | 1.743                                                           | 1.743                                                           |
| 2025                                                            | 2025                                                            |                                                                 | 1.682                                                           | 1.682                                                           |
| Quelle(n): Statistik Austria, Gebietsstand 1.1.2021             |                                                                 |                                                                 |                                                                 |                                                                 |

## Kultur und Sehenswürdigkeiten

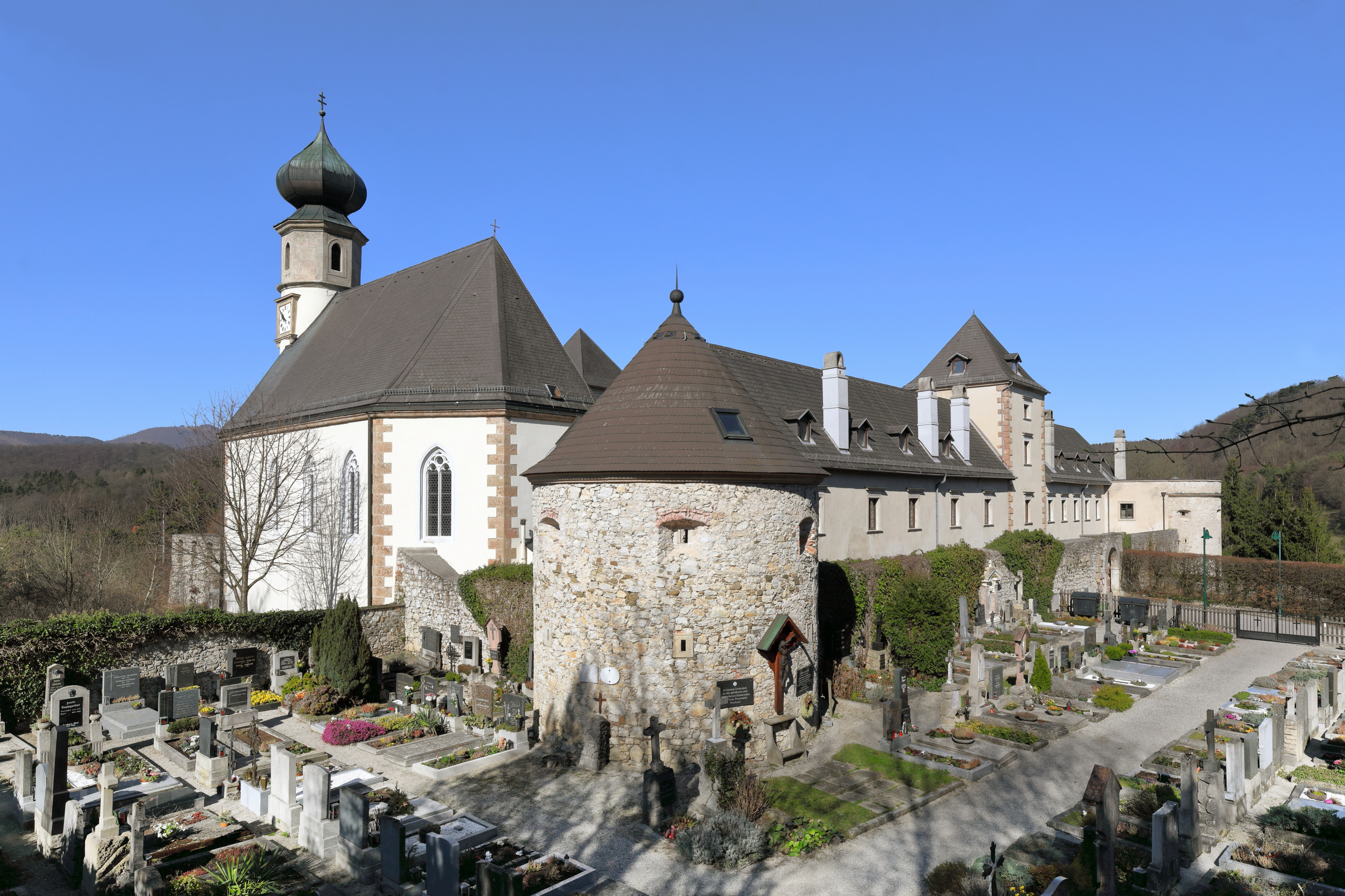
Burg Neuhaus mit der Pfarrkirche Neuhaus

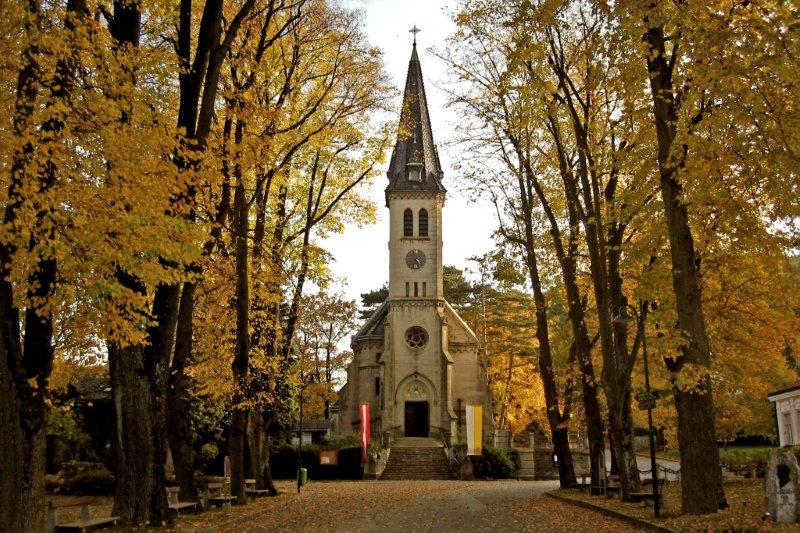
Pfarrkirche Weissenbach an der Triesting

Heimatmuseum Weissenbach an der Triesting

- Burg Neuhaus mit der Pfarrkirche Neuhaus
- Pfarrkirche Weissenbach an der Triesting
- Heimatmuseum Weissenbach an der Triesting

## Wirtschaft und Infrastruktur

### Öffentliche Einrichtungen
In der Gemeinde gibt es zwei Kindergärten, eine Volksschule und eine Neue Mittelschule.

### Verkehr
Neben der Leobersdorfer Bahn (Niederösterreichische Südwestbahn) mit dem Bahnhof Weissenbach-Neuhaus führt die Hainfelder Straße B 18 durch. Auch die Mödlinger Straße B 11 hat in Weissenbach ihren Anfang und führt über Mödling bis Schwechat. Über die B 11 ist auch die Wiener Außenring Autobahn schnell erreichbar.

## Politik

### Gemeinderat
Der Gemeinderat hat insgesamt 19 Mitglieder.
- Nach den Gemeinderatswahlen in Niederösterreich 1990 hatte der Gemeinderat folgende Verteilung: 11 SPÖ und 8 ÖVP.
- Nach den Gemeinderatswahlen in Niederösterreich 1995 hatte der Gemeinderat folgende Verteilung: 11 SPÖ, 6 ÖVP und 2 FPÖ.[6]
- Nach den Gemeinderatswahlen in Niederösterreich 2000 hatte der Gemeinderat folgende Verteilung: 11 SPÖ, 6 ÖVP, 1 FPÖ und 1 ÜBF.[7]
- Nach den Gemeinderatswahlen in Niederösterreich 2005 hatte der Gemeinderat folgende Verteilung: 9 SPÖ, 8 ÖVP und 2 ÜBF.[8]
- Nach den Gemeinderatswahlen in Niederösterreich 2010 hatte der Gemeinderat folgende Verteilung: 12 ÖVP, 4 SPÖ,  2 ÜBF und 1 FPÖ.[9]
- Nach den Gemeinderatswahlen in Niederösterreich 2015 hatte der Gemeinderat folgende Verteilung: 14 ÖVP, 3 SPÖ, 1 ÜBF und 1 FPÖ.[10]
- Nach den Gemeinderatswahlen in Niederösterreich 2020 hatte der Gemeinderat folgende Verteilung: 14 ÖVP, 3 SPÖ, 1 ÜBF und 1 FPÖ.[11]
- Nach den Gemeinderatswahlen in Niederösterreich 2025 hat der Gemeinderat folgende Verteilung: 14 ÖVP, 3 SPÖ, 1 FPÖ und 1 ÜBF.[12]

### Bürgermeister
- 1975–1989 Ernst Fürnwein[13]
- 1989–1994 Werner Fürnwein[13]
- 1995–2005 Franz Schachner (SPÖ)[13]
- 2005–2025 Johann Miedl (ÖVP)[13]
- seit 2025 Gerhard Leutgeb (ÖVP)[14]

### Wappen
Im Jahr 1980 wurde der Gemeinde folgendes Wappen verliehen: In einem blauen Schild im Schildesfuß drei silberne Wellenbalken, über denen drei zueinandergekehrte, zwei zu eins gestellte sechseckige goldene Sterne schweben.

## Persönlichkeiten
- Josef Reischer (1920–1989), Landwirt, Politiker und Abgeordneter zum Landtag von Niederösterreich